# Traneberg
59°20′21″N 17°59′21″Ø / 59.33917°N 17.98917°Ø
Traneberg er en bydel i Västerort beliggende i Stockholms kommun. Området blev købt af kommunen i 1904, men begyndte først at blive udviklet i 1930'erne. Administrativt hører Traneberg til Bromma distrikt, kirkeligt under Västerleds kirkesogn (siden 1955) og før det Bromma kirkesogn. Området grænser mod syd op til Alvik, som også er den nærmeste metrostation (på trods af at stationen Alvik faktisk ligger i Traneberg). Mod vest grænser Traneberg op til Ulvsunda, og bydelen er forbundet med Kungsholmen og Kristineberg med Tranebergbron mod øst.   

## Historie

### 1600- og 1700-tallet
Området tilhørte oprindeligt Ulvsunda slott og dets ejere. Navnet Traneberg stammer fra kroen, der lå lige syd for boligområdet Minneberg, og som blev drevet af restauratøren Bengt Trana i 1700-tallet. Husmandsstedet blev revet ned i 1937, da Svartviksvägen voksede frem, men det har været omtalt siden 1670'erne, hvor bygningen var færgegård. Manden, der roede båden mellem Kristineberg og Traneberg boede og arbejdede her, før den første Tranebergbron blev bygget i anden halvdel af 1700-tallet. Bengt Trana drev kro på husmandsstedet fra 1729, og i 1733 fik kroen navnet "Traneberg".
I løbet af 1700- og 1800-tallet boede der mennesker på ejendommene Tranebergs gård, Tranebergs kro og Johannelunds gård, men også i området hvor Minneberg ligger i dag, blev der drevet industrivirksomhed frem til 1980'erne. Tranebergsgården fik sit nuværende udseende ved en ombygning i begyndelsen af 1800-tallet, og Johannelunds gård fra slutningen af 1700-tallet. 

## Bebyggelser

### Ældre bygninger
Johanneslunds gård blev opført som en sommerresidens for Abraham Keyser i 1798, der forpagtede godset Ulvsunda. I 1810 købte Keyser jorden, overtog Traneberg og byggede derefter den tilhørende gård. Margretelundsvägen, der går gennem Traneberg og videre ind i bydelen Margretelund er opkaldt efter Margretelunds gård, igen opkaldt efter Margretelund slott og adelsfamilien Åkerhielm af Margrethelund, tidligere ejer af Ulvsunda slott.
I Minneberg er en række ældre ejendomme bevaret fra industrialiseringen i slutningen af 1800-tallet og begyndelsen af 1900-tallet, bl.a. arbejderboliger, serviceboliger og ejendomsadministration.

### Stockholms kommun køber Traneberg
Traneberg-området blev købt i 1904 af Stockholms kommun for 190.000 SEK, samtidig med at Ulvsunda, Åkeshov og Stora Ängby blev opkøbt.
Fra 1911 til 1935 var en del af Traneberg forpagtet af Djurgårdens IF. Tranebergs Idrottsplats blev bygget og fungerede med jævne mellemrum som hjemmebane for Djurgårdens IF. I 1935 udløb lejekontrakten, tribunerne blev revet ned, og boligbyggeriet begyndte. Djurgårdens IF Fotbollförening, der gennem årene bevægede sig frem og tilbage mellem Tranebergs Idrottsplats og Stockholms Stadion, flyttede efterhånden permanent ind på sidstnævnte anlæg.
Under Sveriges Sommer-OL 1912 spilledes to ud af de 11 fodboldkampe i Traneberg på Idrottsplatsen.
I modsætning til Äppelviken og Ulvsunda, som begge er ret flade områder, var Traneberg, som navnet antyder, fyldt med klipper og sten og utroligt kuperet terræn. I løbet af 1910'erne og 1920'erne blev Äppelviken og Ulvsunda bygget efter havebysprincippet med store villaer til den højere middelklasse samt to-etagers bygninger langs snoede gader. Dette princip fungerede dog ikke i Traneberg, men her planlagde man i stedet efter et andet fremherskende ideal, klassisk funktionalisme med mindre huse også kaldet "Barnrikehus".

### 1930'erne
Indtil begyndelsen af 1930'erne havde Stockholm samlet set store landområder lige uden for tolddistriktet. I løbet af 1910'erne og 1920'erne var blandt andet Enskede, Ulvsunda og Äppelviken blevet bygget efter havebysidealet, men der var dog også store områder, der ikke var egnede til boliger., og Traneberg var ét af disse områder. I 1932 blev der udskrevet en konkurrence om udformningen af Årsta, og det vindende forslag om mindre huse blev i første omgang (overraskende) anvendt i Traneberg, selv før der faktisk begyndte at blive bygget i Årsta. Der fandtes nogle mindre huse bygget et par år tidligere inden for tolddistriktet, men Traneberg var det første område, der blev bygget helt efter denne metode. En stor del af husene i bydelen er tegnet af byens Egnahemsbyrå, og på denne måde blev der sat en standard for bygningsudformningen. Køberne var derimod hovedsageligt privatpersoner, som herefter udlejede lejlighederne. 
 Tranebergs bygninger blev planlagt i tre omgange i 1930'erne. Den første byplan der vedrørte det centrale Traneberg, kom i 1932 og og blev gennemført med en mindre tilføjelse i 1934. En anden lokalplan blev fremlagt i 1935 og berørte områderne nord og vest for den første byplan, mens området lige nord for sportspladsen fik en lokalplan i 1937. Bebyggelsen blev designet mellem 1934 og 1939 og afsluttet i 1940. Mellem 1942 og 1945 blev nogle få ejendomme tegnet og bygget, men disse allerede var planlagt i forvejen. 

Udkastet til kommuneplanen for Traneberg blev udarbejdet af Stockholms kommuns byggeafdeling og arkitekten Thure Bergentz med funktionalistiske byggeidealer som model. Hvordan sådanne områder og boliger kunne designes, blev allerede vist på Stockholmudstillingen i 1930 med Tysklands moderne boligbyggerier som model. Axel Dahlberg var ejendomsadministrator i Stockholm 1933-1945, og han betragtes som drivkraften bag projektet. De forskellige ejendomme i Traneberg fik navne, der knyttede sig til stedets fjeldrige natur, bakkekamme, fjelde og højder som Holaveden, Gesunda, Sulitelma, Högklint, Dundret og Sarek. Gaderne fik lignende navne, såsom Hallebergsvägen, Kinnekullevägen, Kebnekaisevägen og Mössebergsvägen. 
Traneberg var ét eksempel på det første såkaldte "barnrikehusen", der blev bygget i Stockholm, mens et andet var Hammarbyhöjden; også et område med kuperet skovterræn. Statens boligpolitik tog sin begyndelse i 1935 med en særlig støtte til boliger for "mindre velstillede børnerige familier". Det var en direkte reaktion på Alva- og Gunnar Myrdals debatbog Kris i befolkningsfrågan fra 1934, der stillede forslag om bedre boliger. De børn, der flyttede ind i disse barnrikehuse, blev også kaldt "myrdalinger".
De små børnehuse var ni til ti meter dybe tre-etagers huse med to lejligheder pr. trappeafsats, med udsigt i mindst to retninger. Hjørnelejlighederne, som undertiden var større, kunne have udsigt i en tredje retning. Da projektet barnrikehus blev foreslået, var der flere kritiske røster, der mente, at det var smartere at bygge dybere huse som dem, der findes i Kristineberg, bygget af bl.a. Sven Markelius i begyndelsen af 1930'erne. Sven Markelius, arkitekt og grundlægger af HSB, var dybt kritisk. Hans huse blev omvendt kritiseret for (især efter de mindre huse vandt frem) kun at have vinduer i én retning, tekøkkener uden egne vinduer og dybe lejligheder uden nok lys. Mange af de mindre lejligheder, der blev bygget i 1920'erne, var mørke og havde en stor fordelingsgang, der kun kunne bruges til gennemgang. Lejlighederne var ikke pladsbesparende i forhold til de mindre huse.
Boligerne i Traneberg blev indrettet efter lejereglernes minimumsstandard og bestod hovedsageligt af to værelser og et køkken. Efter nutidens standarder var lejlighederne små, mellem 45 og 50 m², men i forhold til datidens krav var de veludstyrede. Alle huse havde centralvarme, alle boliger havde eget badeværelse med toilet og rindende koldt og varmt vand, fuldt udstyret køkken samt balkon. Større vinduer lukkede lys og luft ind, og trappeopgangen indeholdt en trappeskakt til affald foruden de lyse vinduer, mens der i gården fandtes en legeplads i det grønne. Disse mindre huse blev i 1934 bygget langs Tranebergsvägen fra Tranebergsplan og østpå, Tranebergs "hovedgade" og langs Hunnebergsvägen.
Barnrikehusen i Traneberg blev i lighed med husene på Hammarbyhöjden, placeret fritstående og tilpasset den omliggende natur. Der blev tegnet veje, hvor der fandtes gamle stier, og naturen mellem huse og gader fik lov til at passe sig selv med stentrapper, rækværk og passager, der forbandt boligområderne med hinanden. I Traneberg blev der sat en standard for, hvordan husene skulle indrettes: tre etager, kælder, trappeopgang med vinduer, altaner, ingen loftsrum, en vis totalhøjde på bygningen og en forudbestemt tagfaldsvinkel på 30 grader. En stor del af husene havde en loftshøjde på 270 cm , enkelte ca. 260 cm. Ejendommene var alle lejlighedskomplekser, nogle opført af kommunen og nogle af private udviklere. Da alle ejendomme var lejemål, var kommunen til en vis grad i stand til at kontrollere byggeriet. De arkitekter, der tegnede Tranebergs bygninger i 30'erne, er i dag kendte navne inden for funktionalistisk arkitektur, bl.a. Sture Frölén, Albin Stark, Archibald Frid, Björn Hedvall, Cyrillus Johansson, Edvin Engström og Holger Blom.
Efter det første byggeår i 1934 blev lejlighederne i 1935 og 1936 bygget lidt større, to- og treværelses lejligheder mellem 50-59 m² i forlængelse af Tranebergsvägen, Hunnebergsvägen, Kinnekullevägen og Mössebergsvägen. Treværelses-lejlighederne bestod ofte af et lille arbejdskøkken og en tilstødende spisestue. I 1937 byggede man på samme måde som i 1936, da der blev opført byggerier i Tranebergshöjden (med Hallebergsvägen) og Ödmårdsvägen samt neden for Högklintsvägen. I 1937 blev Mössebergsvägen færdiggjort med yderligere tre ejendomme. Tranebergsvägen vest fra Tranebergsplan blev ligeledes afsluttet i 1937, samt Sareksvägen og Sulitelmavägen. I 1938 blev det store boligområde omkring Idrottsparken etableret, og desuden også en håndfuld ejendomme på Tranebergshöjden omkring Hallebergsvägen og den nordlige del af Vidängsvägen. 
På hver gade var der en butik i stueetagen, i nogle tilfælde var der flere pr. gade, afhængigt af om gaden var lang eller ej. Hvert lille område fik en mælkebutik eller en købmand, der tilbød lokale varer. På Hallebergsvägen 26 lå en mælkeforretning, der senere blev omdannet til lejlighed. Butikslokalerne lå altid på den korte side af huset, hvor der ovenover kunne være tre- eller fireværelses lejligheder. Mange detaillokaler er i dag en indgroet del af disse lejligheder og kan anes, hvor der typisk findes indbygget trappe i lejligheden. 
I 1942 og 1945 blev Tranebergs allerede eksisterende bygninger suppleret med en håndfuld nye ejendomme, der var en del af den oprindelige byplan. 
Traneberg blev sammen med Hammarbyhöjden og Södra Ängby kaldt for den hvide by, eftersom alle bygningerne var malet i hvide lyse cremefarver eller lysegule.

### 80'erne og fremefter
I 1980'erne blev området renoveret og fornyet, igen med statsstøtte. Lejlighederne i de mere centrale dele af Traneberg, tættest på metren langs blandt andet Tranebergsvägen, blev nu betragtet som værende for små, og køkkenerne opfyldte ikke nutidens boligstandarder. Mange lejligheder blev slået sammen til større enheder, og køkkener og badeværelser blev genopbygget efter nutidens standarder. Nogle ejendomme var også udstyret med en elevator. 
I 80'erne havde kommunen desuden overtaget Svartvik-kvarteret inden for distriktets nordlige område langs vandet. De små industrier her blev revet ned og erstattet med lejlighedskomplekser. Området blev kaldt Minneberg. 
I begyndelsen af 1990'erne blev der bygget et nyt boligområde, Tranebergs strand, på sydsiden af Drottningholmsvägen. Det nye område forbinder Traneberg med Alvik og Alviks strand langs søsiden.

### Fredede bygninger
I Traneberg er to ejendomme blevet fredet af Stockholms stadsmuseum, Tranebergs gård og Johannelunds gård. Resten af bebyggelsen i Traneberg er kun delvist- eller ikke-fredet.

## Forbindelseslinjer
Buslinje 114 kører gennem Traneberg. Den nærmeste metrostation er Alvik metrostation, og også Nockebybanans endestation ligger her, mens der findes en afsluttende holdeplads ved Tvärbanan. Forbindelseslinjen er placeret langs Drottningholmsvägen, lige på grænsen mellem Traneberg og Alvik.

## Demografi og statistisk
Pr. 31. december 2021 havde bydelen 7.595 indbyggere, hvoraf 21,3 procent havde udenlandsk baggrund. I 2020 var cirka 59 pct. af boligmassen ejerlejligheder, mens lejeboliger udgjorde ca. 41 pct. heraf ca. 21 pct. i kommunale boligselskaber. Ved kommunalvalget i 2022 stemte 31,8 procent på Socialdemokraterne, 19,1 procent på Moderaterna, 10,0 procent på Vänsterpartiet og 8,5 procent på Centerpartiet.

## Sport
Lars Björn, Bengt "Bingen" Larsson, Karl-Erik Andersson, brødrene Hans og Stig Tvilling samt Rolf Pettersson er idrætspersonligheder, der voksede op i samme kvarter i Traneberg i 1930'erne og 40'erne.

## Service og handel
Traneberg har små restauranter og kiosker, en købmand i Minneberg, en hundekennel, skatepark og en stor legeplads, hvor den tidligere sportsplads under de olympiske lege i 1912 lå. Der er tre sejlklubber, hvoraf to er bådpladser, og der findes desuden et badeområde, flere badebroer og to kolonihaveforeninger med dyrkningsgrunde.

## Billeder
- Johannelunds gård
- Tranebergs gård
- Mössebergsvägen
- Kinnekullevägen